# Пластична прерада
Под пластичном прерадом метала (материјала) подразумева се механички третман металног материјала у области пластичне деформације карактеристичне за поменути материјал, а све у циљу постизања жељеног облика у механичко-техничких карактеристика.  